# Döbbelin-Tornau
Döbbelin-Tornau ist eine Ortschaft der Hansestadt Stendal im Landkreis Stendal in Sachsen-Anhalt. Sie umfasst die Ortsteile Döbbelin und Tornau, welche zuvor zur Ortschaft Insel gehörten. Döbbelin-Tornau liegt an der Bahnstrecke Berlin–Lehrte und der Schnellfahrstrecke Hannover–Berlin.

## Geschichte
Am 25. September 2023 beschlossen die Mitglieder des Stendaler Stadtrates die Neugründung der Ortschaft Döbbelin-Tornau. Sie wurde zum 3. März 2024 wirksam.

## Politik

### Ortsbürgermeister
Da die Ortschaft erst nach der Kommunalwahl 2024 gebildet wurde, obliegt es dem Ortschaftsrat einen Ortsbürgermeister oder eine Ortsbürgermeisterin zu wählen. Dies ist mit Stand März 2025 noch nicht geschehen.[veraltet]

### Ortschaftsrat
Bei der Ortschaftsratswahl am 9. Juni 2024 gewann die Wählergemeinschaft „Wir für Döbbelin und Tornau“ alle 5 Sitze. Gewählt wurden drei Männer und zwei Frauen. Von 186 Wahlberechtigten hatten 152 ihre Stimme abgegeben, die Wahlbeteiligung betrug damit 81,62 Prozent.